# Meteorus beroni
Meteorus beroni är en stekelart som beskrevs av Papp 1990. Meteorus beroni ingår i släktet Meteorus och familjen bracksteklar. Inga underarter finns listade i Catalogue of Life.